# Viktor Chochrjakov
Viktor Chochrjakov (Ufa, 26 luglio 1913 – Mosca, 20 settembre 1986) è stato un attore sovietico.

## Filmografia parziale

### Attore
- Vo imja žizni, regia di  Iosif Chejfic e Aleksandr Zachri (1946)
- Rimskij-Korsakov, regia di  Grigorij Rošal' e Gennadij Kazanskij (1953)
- Dva druga, regia ddi  Viktor Ėjsymont (1954)

## Premi
- Artista onorato della RSFSR
- Artista popolare della RSFSR
- Artista del popolo dell'Unione Sovietica
- Premio Stalin
- Ordine della Rivoluzione d'ottobre
- Ordine della Bandiera rossa del lavoro
- Ordine del distintivo d'onore